# Europacupen i inline-skaterhockey
Europacupen i inline-skaterhockey är en europeisk inline-skaterhockeyturnering för mästerlag och flera andra- och tredjeplaceradelag som anordnas av International Inline-Skaterhockey Federation.
Den första europacupen för herrar arrangerades 1998 i Biel i Schweiz. Nuförtiden spelas turneringen för herrar, damer och alla undgomslag (U19, U16 och U13).

## Europacupen för mästarlag i inline-skaterhockey för herrar
| Årtal | Värdnation     | Värdort        | Guldmedalj          | Silvermedalj           | Bronsmedalj               | Anmärkningar                      |
| ----- | -------------- | -------------- | ------------------- | ---------------------- | ------------------------- | --------------------------------- |
| 1998  | Schweiz        | Biel           | Bienne Seelanders   |                        |                           | Första Europacupen någonsins      |
| 1999  |                |                | Duisburg Ducks      |                        |                           |                                   |
| 2000  |                |                | Duisburg Ducks      |                        |                           |                                   |
| 2001  | Storbritannien | Chatham        | SHC Rossemaison     |                        |                           |                                   |
| 2002  | Danmark        | Herlev         | Copenhagen Vikings  |                        |                           |                                   |
| 2003  | Tyskland       | Duisburg       | IHC La Tour         | Vesterbro Starz        | Duisburg Ducks            |                                   |
| 2004  | Tyskland       | Kaarst         | Vesterbro Starz     | Duisburg Ducks         | Hallamshire Hornets       |                                   |
| 2005  | Schweiz        | Delémont       | Duisburg Ducks      | SHC Rossemaison        | Copenhagen Vikings        |                                   |
| 2006  | Tyskland       | Essen          | Vesterbro Starz     | IHC La Tour            | Uedesheim Chiefs          |                                   |
| 2007  | Schweiz        | Montreux       | IHC La Tour         | HC Köln-West           | Bissendorfer Panther      |                                   |
| 2008  | Tyskland       | Duisburg       | HC Köln-West        | IHC La Tour            | SHC Rossemaison           |                                   |
| 2009  | Schweiz        | Delémont       | Hallamshire Hornets | London Street Warriors | HC Köln-West              |                                   |
| 2010  | Danmark        | Rødovre kommun | HC Köln-West        | Vesterbro Starz        | SHC Rossemaison           |                                   |
| 2011  | Tyskland       | Essen          | SHC Rockets Essen   | Hallamshire Hornets    | Vesterbro Starz           |                                   |
| 2012  | Schweiz        | Givisiez       | Vesterbro Starz     | Duisburg Ducks         | Hallamshire Hornets       |                                   |
| 2013  | Schweiz        | Delémont       | TV Augsburg         | Hallamshire Hornets    | Vesterbro Starz           |                                   |
| 2014  | Schweiz        | Delémont       | TV Augsburg         | Hallamshire Hornets    | Sayaluca Cadempino Lugano |                                   |
| 2015  | Schweiz        | Givisiez       | TV Augsburg         | Samurai Iserlohn       | SHC Rossemaison           | Tredje guld för TV Augsburg i rad |

### Europeiska cupvinnarcupen i inline-skaterhockey för herrar
| Årtal | Värdnation | Värdort  | Guldmedalj            | Silvermedalj          | Bronsmedalj           | Anmärkningar |
| ----- | ---------- | -------- | --------------------- | --------------------- | --------------------- | ------------ |
| 2011  | Schweiz    | Givisiez | Rolling Aventicum     | SHC Givisiez          | Irish Moose Linz      |              |
| 2012  | Danmark    | Århus    | SHC Bienne Seelanders | Wigan Warlords        | Copenhagen Vikings    |              |
| 2013  | Schweiz    | Givisiez | SHC Bienne Seelanders | IHC Rothrist          | SHC Givisiez          |              |
| 2014  | Tyskland   | Rostock  | SHC Bienne Seelanders | Gentofte Ravens       | SHC Rolling Aventicum |              |
| 2015  | Tyskland   | Essen    | SHC Rockets Essen     | SHC Bienne Seelanders | Gentofte Ravens       |              |

## Europacupen i inline-skaterhockey för damer
| Årtal | Värdnation | Värdort     | Guldmedalj                    | Silvermedalj                    | Bronsmedalj        | Anmärkningar    |
| ----- | ---------- | ----------- | ----------------------------- | ------------------------------- | ------------------ | --------------- |
| 2001  | Schweiz    | Bussy       | Brune Stjerne                 | Zweibrücken Snipers             | Bochum Lakers      |                 |
| 2002  | Tyskland   | Zweibrücken | Zweibrücken Snipers           | La Baroche                      | Vesterbro Starz    |                 |
| 2003  | Tyskland   | Menden      | Zweibrücken Snipers           | Vesterbro Starz                 | Menderner Mambas   |                 |
| 2004  |            |             |                               |                                 |                    | Ingen turnering |
| 2005  |            |             |                               |                                 |                    | Ingen turnering |
| 2006  | Danmark    | Gentofte    | Vesterbro Starz               | Mendener Mambas                 | Copenhagen Vikings |                 |
| 2007  | Schweiz    | Lugano      | Bochum Lakers                 | Vesterbro Starz                 | Mendener Mambas    |                 |
| 2008  | Danmark    | Gentofte    | Gentofte Rattle Snakes        | Mendener Mambas                 | Capolago Flyers    |                 |
| 2009  | Danmark    | Gentofte    | Gentofte Rattle Snakes        | Düsseldorf Rams                 | Vesterbro Starz    |                 |
| 2010  |            |             |                               |                                 |                    | Ingen turnering |
| 2011  | Schweiz    | Givisiez    | Vesterbro Starz               | Admiral Red Dragons Altenberg   | Düsseldorf Rams    |                 |
| 2012  | Tyskland   | Duisburg    | Admiral Red Dragons Altenberg | Mendener Mambas                 | Düsseldorf Rams    |                 |
| 2013  |            |             |                               |                                 |                    | Ingen turnering |
| 2014  | Schweiz    | Delémont    | Novaggio Twins                | Red Dragons Altenberg Rollmöpse | Vesterbro Starz    |                 |

## U19-Europacupen i inline-skaterhockey
| Årtal | Värdnation    | Värdort     | Guldmedalj             | Silvermedalj          | Bronsmedalj                  | Anmärkningar                 |
| ----- | ------------- | ----------- | ---------------------- | --------------------- | ---------------------------- | ---------------------------- |
| 2000  |               |             | Bienne Seelanders      |                       |                              | Första turnering för U19 lag |
| 2001  | Tyskland      | Velbert     | Copenhagen Bears       | Savosa Yankees        |                              |                              |
| 2002  | Nederländerna | Kerkdiel    | London Street Warriors | Duisburg Ducks        |                              |                              |
| 2003  |               |             |                        |                       |                              | Ingen turnering              |
| 2004  | Tyskland      | Düsseldorf  | Gentofte Alligators    | DEG Rhein Rollers     | Duisburg Ducks               |                              |
| 2005  |               |             |                        |                       |                              | Ingen turnering              |
| 2006  | Tyskland      | Deggendorf  | HC Köln-West           | SHC Bienne Seelanders | TV Augsburg                  |                              |
| 2007  | Tyskland      | Köln        | HC Köln-West           | TV Augsburg           | West Coast Wasps             |                              |
| 2008  | Tyskland      | Essen       | TV Augsburg            | Crefelder SC          | SHC Rockets Essen            |                              |
| 2009  | Schweiz       | Fribourg    | SHC Rockets Essen      | SHC Bienne Seelanders | Oxford Hurricanes            |                              |
| 2010  | Tyskland      | Bochum      | Crefelder SC           | Wigan Warlords        | SHC Rossemaison              |                              |
| 2011  | Schweiz       | Rossemaison | SHC Bienne Seelanders  | SHC Rossemaison       | MGI Malcantone/Novaggio Twin |                              |
| 2012  | Schweiz       | Delémont    | SHC Rossemaison        | SHC Bienne Seelanders | SHC Rolling Aventicum        |                              |
| 2013  | Tyskland      | Iserlohn    | Duisburg Ducks         | TV Augsburg           | HC Köln-West                 |                              |
| 2014  | Schweiz       | Givisiez    | Crash Eagles Kaarst    | SHC Buix              | SHC Bienne Seelanders        |                              |
| 2015  | Tyskland      | Krefeld     | Crash Eagles Kaarst    | SHC Rossemaison       | Crefelder SC                 |                              |

## U16-Europacupen i inline-skaterhockey
| Årtal | Värdnation | Värdort    | Guldmedalj           | Silvermedalj         | Bronsmedalj         | Anmärkningar                 |
| ----- | ---------- | ---------- | -------------------- | -------------------- | ------------------- | ---------------------------- |
| 2001  | Tyskland   | Duisburg   | Duisburg Ducks       |                      |                     | Första turnering för U16 lag |
| 2002  |            |            |                      |                      |                     | Ingen turnering              |
| 2003  | Tyskland   | Menden     | Mendener Mambas      | Borehamwood Saracens | Gentofte Alligators |                              |
| 2004  | Tyskland   | Augsburg   | Gentofte Alligators  | HC Köln-West         | TV Augsburg         |                              |
| 2005  | Schweiz    | Lugano     | HC Köln-West         | TV Augsburg          | La Baroche          |                              |
| 2006  | Tyskland   | Essen      | IHC La Broye         | Crefelder SC         | Moskitos Essen      |                              |
| 2007  | Tyskland   | Krefeld    | Crefelder SC         | IHC La Broye         | Wigan Warlords      |                              |
| 2008  | Tyskland   | Iserlohn   | Bienne Seelanders    | MGI Malcantone       | Samurai Iserlohn    |                              |
| 2009  | Tyskland   | Kaarst     | Crash Eagles Kaarst  | SHC Rossemaison      | IHC La Broye        |                              |
| 2010  | Schweiz    | Porrentruy | Bienne Seelanders    | Crefelder SC         | Gentofte Alligators |                              |
| 2011  | Danmark    | Gentofte   | Gentofte Alligators  | HC HIS               | Düsseldorf Rams     |                              |
| 2012  | Tyskland   | Krefeld    | Düsseldorf Rams      | Zoran Falcons        | HC Köln-West        |                              |
| 2013  | Tyskland   | Kaarst     | Crefelder SC         | Zoran Falcons        | Crash Eagles Kaarst |                              |
| 2014  | Österrike  | Wolfurt    | Copenhagen All-Stars | Leader-1420 Moscow   | Crash Eagles Kaarst |                              |
| 2015  | Tyskland   | Kaarst     | Crash Eagles Kaarst  | Düsseldorf Rams      | SHC Rossemaison     |                              |

## U13-Europacupen i inline-skaterhockey
| Årtal | Värdnation    | Värdort      | Guldmedalj           | Silvermedalj             | Bronsmedalj           | Anmärkningar                 |
| ----- | ------------- | ------------ | -------------------- | ------------------------ | --------------------- | ---------------------------- |
| 2000  |               |              | Graves Flames        |                          |                       | Första turnering för U13 lag |
| 2001  |               |              | West Coast Wasps     |                          |                       |                              |
| 2002  | Nederländerna | Valkenswaard | Morpeth Mohawks      | Street Warrior Waalwijk  | Crefelder SC          |                              |
| 2003  | Tyskland      | Essen        | West Coast Wasps     | Crefelder SC             | Moskitos Essen        |                              |
| 2004  | Tyskland      | Essen        | Crefelder SC         | El Diablo                | Copenhagen Vikings    |                              |
| 2005  | Tyskland      | Krefeld      | Gentofte Alligators  | Crefelder SC             | Oxford Blues Storms   |                              |
| 2006  | Tyskland      | Iserlohn     | Norton Cyclones      | Samurai Iserlohn         | SHC Rossemaison       |                              |
| 2007  | Tyskland      | Kaarst       | Chelmford Checkers   | Crash Eagles Kaarst      | SHC Bassecourt Eagles |                              |
| 2008  | Danmark       | Gentofte     | Gentofte Alligators  | Fireballs Sterkrade      | SHC Bassecourt Eagles |                              |
| 2009  | Tyskland      | Ahaus        | SHC Buix             | Bissendorfer Panther     | Ahauser Maidy Dogs    |                              |
| 2010  | Tyskland      | Krefeld      | KSV Wien Scorpions   | Crefelder SC             | Copenhagen All-Stars  |                              |
| 2011  | Tyskland      | Iserlohn     | Copenhagen All-Stars | Crash Eagles Kaarst      | TV Augsburg           |                              |
| 2012  | Danmark       | Gentofte     | Berlin Buffalos      | Zoran Falcons            | Copenhagen All-Stars  |                              |
| 2013  | Schweiz       | Givisiez     | SHC Givisiez         | Leader-1420 Moscow       | Crash Eagles Kaarst   |                              |
| 2014  | Tyskland      | Langenfeld   | Crash Eagles Kaarst  | Odense Ishockey Østerbro | SHC Rossemaison       |                              |
| 2015  | Schweiz       | Delémont     |                      |                          |                       |                              |